# Людина, що була Четвергом
«Людина, що була Четвергом» (англ. The Man Who Was Thursday) — філософсько-фантастичний роман британського письменника Ґілберта Кіта Честертона, який, за власним твердженням, написав цю книгу як незвичайне підтвердження того, що добро і право є основа кожного куточка світу.

## Сюжет
Гебріел Сайм, колишній поет і фолософ, завербований до Скотленд-Ярду до секретного корпусу поліції, що бореться проти анархізму. На вечірці він знайомиться з поетом-анархістом Люциану Грегорі і сперечається з ним про призначення поезії. Грегорі стверджує, що поезія є знаряддя революції. Сайм заперечує, наполягаючи, що суть поезії — не революція, а закон. Сайм не вірить в те, що Грегорі серйозний у своїх анархістських переконаннях. Роздратований Грегорі, бажаючи довести йому протилежне, таємно приводить його до підпільного притулку угруповання «динамітників». Там плануються вибори одного з семи членів Центральної Європейської Ради анархістів. Грегорі розповідає, що імена членів Ради приховуються — їм дають прізвиська за назвами днів тижня. Ватажком Ради є хтось, що називає себе Неділею, а обирати анархісти збираються Четверга, оскільки попередній раптово помер, отруївшись.
Грегорі сподівається стати Четвергом, але його промова на виборах не здобуває схвалення. Причиною цьому опосередковано стало бажання Грегорі переконати Сайма в тому, що анархісти нешкідливі, оскільки останній відкрив Грегорі, що він агент поліції (проте Грегорі дав клятву зберігати цю таємницю). Сайм задля проникнення до керівництва анархістського угруповання проголошує блискучу промову, і його обирають до Ради.
У Раді Сайм бачить шістьох моторошних, на його думку, осіб, з яких найстрашніший — загадковий велетень Неділя. Рада планує вибух у Парижі, де проходить зустріч російського царя і французького президента. Однак, у міру того, як призначений для замаху день наближається, Сайм поступово з'ясовує, що насправді всі члени Ради, крім Неділі, — такі ж, як він, агенти поліції, кожен з яких, як і Сайм, вважає інших справжніми анархістами.
Об'єднавши сили, сищики намагаються випитати у Неділі, хто він взагалі такий і навіщо він зібрав їх до Ради. Це їм не цілком вдається: вони лише усвідомлюють, що Неділя теж не анархіст, а служить добру і правосуддю, як і вони самі.
До колишньої Ради анархістів приходить справжній анархіст — Люциан Грегорі. Він дорікає членам Ради в тому, що вони панують, перебуваючи в безпеці, і не знають страждань. Але Сайм відкидає його нападки, розповівши про ті страждання, яких сищики зазнали, коли кожен з них вважав себе самотнім серед злочинців. Тоді ж він розуміє, що Неділя спеціально провів їх через страждання, щоб вони могли спростувати звинувачення зла в тому, що ніколи не страждали.
Сайм запитує в Неділі, чи страждав той коли-небудь. Неділя повторює фразу, сказану Ісусом Христом апостолу Якову: «Чи можете ви пити чашу, яку Я п'ю?». Сайм несподівано непритомніє, а, прокинувшись, виявляє, що гуляє в парку і мирно розмовляє з Грегорі.

## Постановки
- 5 вересня 1938 року «Театр Меркурія в ефірі» презентував скорочену радіовиставу, написану Орсоном Веллсом;
- 1986 року ВВС випустило 4-серійну радіовиставу;
- 2005, 2008, 2016 і 2020 роках ВВС транслювала роман, прочитаний Джеффрі Палмером, у вигляді 13 півгодинних частин.
- 2016 року за романом вийшов угорський фільм Балаша Юста.